# Liste der Kinos im Berliner Bezirk Reinickendorf
Die Liste der Kinos im Berliner Bezirk Reinickendorf gibt eine Übersicht aller Kinos, die im Berliner Bezirk Reinickendorf existiert haben oder noch existieren. In der Liste sind die Ortsteile, wie sie in der Bezirksreform 2001 zugeordnet wurden, aufgenommen: Borsigwalde, Frohnau, Heiligensee, Hermsdorf, Konradshöhe, Lübars, Märkisches Viertel, Reinickendorf, Tegel, Waidmannslust, Wittenau. Die Liste wurde nach Angaben aus den Recherchen im Kino-Wiki aufgebaut und mit Zusammenhängen der Berliner Kinogeschichte aus weiteren historischen und aktuellen Bezügen verknüpft. Sie spiegelt den Stand der in Berlin jemals vorhanden gewesenen Filmvorführeinrichtungen als auch die Situation im Januar 2020 wider. Danach gibt es in Berlin 92 Spielstätten, was Platz eins in Deutschland bedeutet, gefolgt von München (38), Hamburg (28), Dresden (18) sowie Köln und Stuttgart (je 17). 
Gleichzeitig ist diese Zusammenstellung ein Teil der Listen aller Berliner Kinos und der Ortsteillisten.

## Einleitung
„In den vor den Toren Berlins gelegenen Ortschaften setzten sich Kinos als feste Einrichtungen zwar erst um 1910 durch, doch wurden auch hier schon zuvor Aufführungen in Gaststätten usw. angeboten.“ In Reinickendorf gab es bereits 1910 ein Kinematographentheater mit einem Saal von 100 Sitz- und 30 Stehplätzen. Paul Teichert zeigte die kinematographischen Vorstellungen in der Nordbahnstraße 30 (Eigentümer: Gastwirt C. Volkmar). Diese Einrichtung schloss (vermutlich) im ersten Halbjahr 1913 wieder. Im Jahr 1913 befand sich eine Lichtbildbühne in der Holländerstraße. 1919 gab es in der Gesellschaftstraße 30 das von Adolf Zahr betriebene Kino, das 1920 schon nicht mehr vorhanden war. „In den Jahren 1914–1917 gab es offenbar keine festen Kino-Einrichtungen in Reinickendorf. Eine Erklärung hierfür könnte der in dieser Zeit herrschende Krieg gewesen sein.“ Auf dem Kino-Pharusplan 1919 sind für die Vororte die Reinickendorfer Eichborn-Lichtspiele in der Birkenstraße, das Hermsdorfer Lichtbildtheater in der Glienicker Straße 2 und das Tegeler Union-Theater in der Hauptstraße 3 eingetragen (dazu Bahnhofstraße 2 genannt), sowie die später zu Niederschönhausen gehörenden Universum-Theater-Lichtspiele in der Provinzstraße.
Die nachfolgende Übersicht orientiert sich an den mit der Bezirksreform des Jahres 2001 festgelegten Bezirksgrenzen und deren Ortsteilen. Früher zu Reinickendorf gehörende Bereiche sind in den entsprechenden Kinolisten aufgenommen. Die Vor-Sortierung erfolgt nach aktuellen oder letzten Kinonamen, zuvor genutzte Firmierungen sind zugesetzt.

## Kinematographenbetreiber und Kinobesitzer
Der nördliche Bezirk entstand aus Gemeinden des Barnim mit überdauernden dörfliche Strukturen und um 1900 entstandenen Industriesiedlungen. Der Ala-Filmpalast war 1912 in den Gewerbegebieten um Alt-Reinickendorf das erste der 30 Spielstätten im Bezirk. Es musste 1922 einem Industriebau weichen und entstand 1928 unter architektonischer Leitung von Max Feistl neu. Hier öffneten noch Atlas und Astoria, der zweite Bereich lag in Tegel mit dem Filmpalast, einem Ladenkino. Nach der Bildung von Groß-Berlin entstanden das Rex und das Palast in Saalbauten am Schäfersee und in den 1930er Jahren gelangte das Kino in die Randgebiet. Im Nachkriegsdeutschland entstehen neue Kinos als Ladenkino. Das erste freistehende Filmtheater ist 1956 das TeLi von Hans Bielenberg.
Die Anzahl der Kinos im Bezirk schwankte, 1961 sollen es (nach dem Kinoprogramm in der Zeitung Nordberliner) noch 13 gewesen sein, dann kam ein Einschnitt. Die Kinokrise ereilte den Nordbezirk ebenfalls. „Gelegentlich sind ehemalige Kinos noch an ihren architektonischen Formen zu erkennen – wie das TeLi, in dem Gebäude an der Ecke Bernstorff-/Buddestraße befindet sich ein Supermarkt. Andere sind nicht mehr zu erkennen, wie das ehemalige Kino an der Residenzstraße 142, in dem sich unter anderem ein Restaurant befindet.“ Selbst das Manhattan im Märkischen Viertel überlebte nicht.
Die Berliner Adressbücher von 1910 bis 1927 führen im Gewerbeteil die Betreiber von kinematographischen Vorstellungen und Kinobesitzer auf.
- 1912 in Reinickendorf: Paul Teichert, Nordbahnstraße 30[10]
- 1913 in Reinickendorf: Aurel Zacharias, Birkenstraße 63.64[11]
- 1917 und 1918 für Tegel: Luise Joschek in Hauptstraße 3 und Martha Zierke in Veitstraße 10[12]
- 1919 in Tegel: Marta Aronsheim in Veitstraße 10, Luise Joschek, Hauptstraße 3[13]
- 1920 in Reinickendorf: P. König in Residenzstraße 124, B. Kuhl in Schönholzer Weg 30, A. Zahr in Gesellschaftsstraße 30[14]
- 1920 für Tegel: P. Handke in Schlieperstraße 76, F. Joschek in Hauptstraße 3, Marta Zierke in Veitstraße 10[15]
- 1921 in Reinickendorf: W. Ebert in Auguste-Viktoria-Allee 40, F. Jahn in Eichbornstraße 34, F. Schmitz in Residenzstraße 124[16]
- 1922 in Reinickendorf: B. Kuhl im Schönholzer Weg 30[17]
- 1923 in Reinickendorf B. Kuhl, Schönholzer Weg 30[18]
- 1923 in Tegel: F. Joschek, Hauptstraße 3
- 1924 in Reinickendorf: F. Tessendorf, Auguste-Viktoria-Allee 40[19]
- 1924 in Tegel: F. Joschek in Hauptstraße 3, Luise Joschek in Bahnhofstraße 2[20]
- 1925 in Reinickendorf: B. Kuhl in Schönholzer Weg 30, G. Kusche in Scharnweberstraße 74, F. Tessendorf in Auguste-Viktoria-Allee 40[21]
- 1926 in Reinickendorf: B. Kuhl, Schönholzer Weg 30[22]
- 1927 in Hermsdorf: E. Scheuer und J. Lorenz in Glienicker Straße 2[23]

## Kinoliste
| Name/Lage                                                          | Ortsteil, Adresse                                | Bestand          | Beschreibung |
| ------------------------------------------------------------------ | ------------------------------------------------ | ---------------- | --- |
| Ala-Filmpalast (Lage)                                              | Reinickendorf Scharnweberstraße 67/68            | 1928–1943        | 1928 eröffnete Jakob Reichert in der Scharnweberstraße 67/68 Ecke Antonienstraße den Ala-Filmpalast mit 600 Plätzen in Reinickendorf-West. Gespielt wurde täglich, das Kino hatte eine Bühne von 4 m × 7 m und für die musikalische Begleitung der Stummfilme sorgten fünf Personen. 1930 wurde Siegfried Freudenheim Mitinhaber und führte die Geschäfte und 1931 war durch Melorob auf Tonfilmabspielung eingerichtet worden, die Kapelle bestand noch aus vier Personen. 1932 wurde Freudenheim alleiniger Betreiber. Als 1934 Gertrud Schultze das Kino übernahm und Fritz Sewitzkat die Vorstellungen führte wurde eine mechanische Musikanlage beschafft, die Kapazität wurde auf 665 (ab 1939: 677) Sitzplätze erhöht. Im Reichskinoe-Adressbuch ist der Ala-Film-Palast 1943 noch angegeben. Das Kinogebäude wurde im Krieg zerstört, womit der Kinobetrieb endete. Auf dem Eckgrundstück befindet sich sanierteWohnbebauung. |
| Astoria Marvin-Lichtspiele Korso-Palast (Lage)                     | Reinickendorf Scharnweberstraße 101–104          | 1926–1965        | 1926 eröffneten die Marvin-Lichtspiele mit 310 Plätzen in den Räumen der Gastwirtschaft H. Baborowski, dem ehemaligen Tanzsaal des Biergartens der Berliner Schlossbrauerei. Auf dem Eckgrundstück Scharnweberstraße 101–104 am Tegeler Weg (Zufahrt zum Schießplatz, seit 1953: Uranusweg) befand sich neben der Niederlage der Schloßbrauerei die Chemische Fabrik Kroth. Auf dem benachbarten unbebauten Grundstück 92–100 befand sich ein Wochenmarkt, südlicher auf dem Gelände des ehemaligen Schießplatzes die Siedlung „Am Tegeler Schießplatz“. Im Jahr 1928 war von Plessen Pächter des Korso-Palastes der Kinobesitzer Arthur Schwede und Georg Casper. Schon 1929 übernahm Reichert den Corso-Palast [nun mit C-Schreibung]. Die Bühne im Kinosaal war 4 m × 5 m groß und drei Musiker begleiteten die Stummfilme der Vorstellungen. Zunächst wurden an vier Tagen Filme gezeigt, ab 1930 gab es tägliche Vorstellungen. Im Kino-Adressbuch 1930 sind Jakob Reichert und Siegfried Freudenheim als Kinobesitzer eingetragen. Ab 1931 betrieb Freudenheim (Adressbuch 1932 I. Teil, S. 791: Kaufmann Siegfried Freudenheim, Tempelhof, Hohenzollerncorso 8 III.) das Kino allein und konnte ab 1932 auch Tonfilme abspielen (Kinoton). 1933 folgt der vorerst letzte Eintrag im Adressbuch: zwischen 1934 und 1947 fand kein Kinobetrieb statt. In der Nachkriegszeit wurde 1948 der Kinobetrieb mit 464 Plätzen durch Eva Richter wieder aufgenommen. 1950 war die Gesellschaft „Waldfried Barthel, Vereinigte Lichtspielbetriebe“ Inhaber des Astoria-Filmtheaters, für das es eine Theater- und Opern-Konzession gab. Die Bühne war 11 m × 10 m × 18 m groß, gespielt wurde täglich mit zwei, am Sonntag mit drei Vorstellungen. Als Kinotechnik stand ein Ernemann-II-Projektor, der Eurodyn-Klangfilm-Verstärker und eine DIA-Einrichtung bereit. „Seit 1. Juli 1955 ist Herr Erich Wolff Inhaber der Astoria-Lichtspiele und Kleines Filmtheater.“ Er ließ den Kinosaal von Leopold Ostrowski und Erich Birkholz umbauen. Der ehemalige Schankraum wurde zum Foyer und die vorhandene Bühne für die Breitwandvorführung entfernt, worauf 1956 CinemaScope mit 4-Kanal-Magnetton eingebaut wurde. Bild- und Tonsysteme für Ein-Kanal-Lichtton und SuperScope waren vorhanden, der (neue) Projektionsapparat war ein Bauer B8B, als Bildformate waren 1:2,35, 1:2 und 1:2,55 möglich. Die Einrichtung hatte 534 Sitzplätze, teilweise Holzklappsessel, teilweise Polstersessel von Kamphöner. Wöchentlich gab es 15 Vorstellungen und eine Jugendvorstellung. Erich Wolff stellte im Trend der Zeit den Betrieb des Astoria-Filmtheaters 1965 aus wirtschaftlichen Gründen ein. Nach der Schließung zog ein Albrecht-Supermarkt in den Saal. Das vormalige Kinogebäude (Nr. 104) wurde um 1978 zugunsten der Straßenrandbebauung 101–104 (Wohnblock mit Ladengeschäft im Erdgeschoss des Hauses Nummer 101) abgerissen.                                                                  |
| Astra-Filmtheater (Lage)                                           | Wittenau Roedernallee 88/90                      | 1955–1974        | Das Grundstück Roedernallee 88–90 liegt nahe am nördlichen Anschluss in die Oranienburger Straße und wurde gewerblich genutzt. Um 1949 wurde auf Nummer 89/90 ein dreigeschossiges Wohnhaus mit Ladengeschäft gebaut, über Nr. 88 erfolgte der Zugang zu dem bis zur Zangenstraße 55/61 dahinter liegenden Gelände. Im Jahr 1955 richteten Georg Becker und William Oertel das Astra-Filmtheater im Saalbau an der Hinterseite des Gebäudes. Die Inhaber statteten das Kino mit 654 Plätzen und Breitwandfilm-Vorführung aus. Das Bild- und Tonsystem CinemaScope in Ein-Kanal-Lichtton wurde mit einem Projektionsapparat Askania AP 12 auf die 1:2,35-Leinwand projiziert, Verstärker von Klangfilm und die „tönende Dia“-Anlage ergänzten die Technik. Die Bestuhlung von Wegener waren Flachpolstersessel. Gespielt wurde täglich mit zwei Vorstellungen, zuzüglich Jugend-/Matinee- und Spätvorstellung. 1959 wurde mit Hochpolster-Bestuhlung ergänzt. Der Kinobetrieb wurde zu 1974 beendet. Der Saalbau hinter dem Haus an der Straßenfront wird seit den 2010er Jahren von einer Eventagentur als Festsaal und teilweise von einem Sozialwarenhaus genutzt. |
| Atlas-Filmtheater Eichborn-Lichtspiele, Viktoria (Lage)            | Reinickendorf Eichborndamm 38                    | 1917–1976        | 1918 richtete Paul Krause in der Gaststätte seines Hauses in der Auguste-Viktoria-Allee 40 (Ecke Eichbornstr. 18/19) ein Kinematographen-Theater ein. Das Kino adressierte unter dem Namen Eichborn-Lichtspiele, Eichbornstraße 18, so liegt es (wohl) in diesem Gebäudeteil. Betreiber der Einrichtung mit 200 Plätzen (136 Plätze sowie einige Logenplätze) war Paul Lippok. Für die Gasträume sind (entspr. Berliner Adressbuch für Reinickendorf) nach Paul Lippok, 1919 der Cafetier A. Caro, im Jahr 1920 der Kinobesitzer W. Ebert und 1921 die Gastwirte F. Tessendorf und O. Wiechert genannt. Im folgenden Jahr (also 1922) ist Tessendorf Kinobesitzer und Wiechert wurde als Portier bezeichnet. Laut Kinoadressbuch wurde das Kino mit 300 Plätzen 1920/1921 unter dem Namen Lichtspieltheater Reinickendorf—West täglich bespielt und befand sich im Besitz von Eduard Gabriel mit seinem Vorführer Artur Caro. 1923 übernahm F. Tessendorf (wohnhaft Auguste-Victoria-Allee 40) das Lichtspiel-Theater. 1927 trat als neuer Betreiber Richard Schulze in Erscheinung (mit 224 Plätzen). Gespielt wurde im Eichborn-Kino mit 265 Plätzen täglich, Stummfilme werden von einem bis drei Musikern untermalt, die Bühne hatte eine Größe von 3 m × 6 m. Für 1930 ist die Hauseigentümerin Clara Schulz auch für das Lichtspieltheater zuständig. Ab dem Jahr 1931 konnte die Tonfilm-Vorführung mit Klangfilm-Technik erfolgen, die Musiker wurden durch eine mechanische Musikapparatur ersetzt. Das Kino mit 386 Plätzen wurde 1938 zunächst in Eboli (für Eichborn-Lichtspiele) und 1939 durch Clara Schulze in Viktoria-Lichtspiele umbenannt, ihr Vorführer und Geschäftsführer war Kurt Hinz. 1943 und 1945 wurde das Gebäude durch Bomben schwer beschädigt. Nach dem Wiederaufbau der Kinoräume durch Kurt Hinz konnte das Viktoria-Filmtheater bald wieder eröffnen. Als Inhaber waren nun Kurt und Klara Hinz angegeben, die Platzanzahl schwankte zwischen 391 und 405. Gespielt wurde täglich, in der Woche gab es 15 Vorstellungen. Die Vorführtechnik bestand aus der Dia-Einrichtung, dem Vorführapparat Ernon IV und dem Verstärker Euronette-Klarton. Ab 1957 konnte die Breitwandtechnik genutzt werden und es gab 17 Vorstellungen je Woche. Als Bestuhlung dienten die Kinosessel Modell Stuttgart von Schröder & Henzelmann teilweise mit Hochpolster. Das System CinemaScope / Ein-Kanal-Lichtton für 1:2,35-Wiedergabe wurde mit der vorhandenen Ernon IV abgespielt, Verstärker waren Uniphon K und Lautsprecher von Klangfilm. Mit der Übernahme des Kinos durch Erich Müller im Jahr 1962 erhielt es den Namen Atlas-Filmtheater. 1971 wurde Walter Patze (Muskauer Straße 25) Inhaber der Einrichtung, die nun 308 Plätze bereit hielt. Bis 1976 soll das Kino noch bestanden haben. Danach wurden das Kinogebäude und das Eckwohnhaus abgerissen und an deren Stelle ein fünfgeschossiger Wohnblock in geschlossener Bauweise (Wohn- und Gewerbehaus) errichtet. |
| Bali (Lage)                                                        | Reinickendorf Provinzstraße 81                   | 1953–1969        | Das Grundstück Provinzstraße 81 lag direkt gegenüber vom südlichen Ausgang des S-Bahnhofs Schönholz und die Bebauung zur Nordbahnstraße 22. Diese Lage war für die Einrichtung eines Grenzkinos sehr geeignet. Herbert Klenner eröffnete hier 1953 das Bali mit 264 Plätzen. Gespielt wurden täglich zwei Vorstellungen. Der Name ist eine Abkürzung von Bahnhofslichtspiele. Die Vorführtechnik bestand aus tönende Dias, Apparatur Askania und Tonsystem Klangfilm. Die Kino-Vorführfläche war 6 m × 1,5 m groß. 1956 vergrößerten Herbert Klenner und Irmgard Kleiner die Bühne und erweiterten die Kinotechnik für Breitfilme (Format 1:2,35, System CinemaScope mit Ein-Kanallichtton), tönendes Dia, Vorführmaschine Nitzsche Matador, Verstärker und Lautsprecher Klangfilm. Auf den einfachen Kinoklappsitzen von Kamphöner wurden bei täglichen Spieltagen 31 Vorstellungen, dazu zwei Matinee-/Spätvorstellungen gegeben. Die Anzahl der Vorstellungen sank ab 1959 auf 24 je Woche, dazu zwei Spätvorstellungen, ab 1961 fanden noch 14 Vorstellungen statt. Zwangsläufig sank die Besucherzahl in folge des Mauerbaus im Sommer 1961 durch die ausbleibenden Ostberliner. Das Bali musste zunächst schließen; der Kinobetrieb wurde jedoch nach Jahresfrist wieder aufgenommen (1966 Bali Lichtspiele, B 51, Provinzstr. 81) und endete schließlich 1969. Der Kinobau existiert nicht mehr. Anfang der 1970er Jahre wurden die Gebäudesituation und der Straßenlauf der Nordbahnstraße geändert, statt der abgerissenen Gebäude gibt es ein fünfgeschossiges Wohnhaus auf dem Grundstück Nordbahnstraße 22 sowie eine Grün- und Parkfläche. |
| Beba-Lichtspiele (Lage)                                            | Reinickendorf Residenzstraße 124                 | 1919–1971        | 1919 eröffnete Paul Koenig in der Residenzstraße 124 die Linden-Lichtspiele mit 175 Plätzen. Die kinematographischen Vorstellungen fanden in Reinickendorf Ost in den „Linden-Lichtspielen“ in den Gasträumen im Haus des Gastwirts G. Sadau statt. 1921 ist für Koenig Lichtbildwerkstatt und als Kinobesitzer F. Schmitz eingetragen. Das Kino-Adressbuch 1920 nennt für die Linden-Lichtspiele Dr. Bock aus Dahlem als Inhaber und für 1921 Julius Schmitz. In dem Ladenkino mit 195 Plätzen (1920, 230 Plätze für 1921) wurde täglich mit zwei Programmwechseln je Woche gespielt, musikalisch begleitet wurden die Stummfilme von einer Drei-Mann-Kapelle. Als Hans Rieger 1923 der Kinobesitzer wird lässt er im Adressbuch zunächst 452 Plätze eintragen, korrigiert allerdings 1925 auf 200 Plätze. Die Angabe der Kapazität schwankt um diesen Wert bei den folgenden Kinobesitzern der Linden-Lichtspiele: 1927 Otto Koch, 1928: Elsa Scheidtmann. Gustav Hollinger als Besitzer wählt 1929 als Namen dann „Eden-Filmschau“ der 1930 von Carl Bauch beibehalten wurde. Bei dem schnellen Besitzerwechsel nimmt 1931 Herbert Polke die Namensänderung in „Beba-Palast“ vor für das Kinotheater mit 186 Plätzen, diese Firmierung nutzt 1932/1933 auch Adalbert Lieban. Als 1934 Karl Priefert Besitzer wird führt er die Tonfilmtechnik ein. In den Kriegsjahren und im Nachkriegsdeutschland ist schließlich durchgehend Frau Meta Peter, geb. Schmidt, die Inhaberin des Kinos in der Residenzstraße. Es entstanden keine wesentlichen Kriegsschäden so wurde das Kino fast durchgehend bespielt. Es werden bis 1950 täglich zwei, an Sonntagen drei Vorstellungen gegeben, ab 1952 dann dreimal täglich. In den Nachkriegsjahren wurde die Vorführungen mit Hahn-Goerz-Apparatur und Klangfilm-Verstärkern gespielt, eine Dia-Einrichtung war vorhanden. 1953 ersetzt das Vorführgerät „Bauer B8a“ mit dem Verstärker „Dominar L“ die vorhandene Technik, die 1957 die Umstellung auf Breitwand ermöglichten. gespielt wurde mit dem Bild- und Tonsystem in CinemaScope mot Ein-Kanal-Lichtton im Größenverhältnis 1:2,35 in den „BEBA-Lichtspielen“ mit teilweise Hochpolstersitzen und ansonsten Holzklappsesseln der 250 Kinoplätze von Kamphöner. Es war eine Spätvorstellungen hinzugekommen und seit 1961 eine wöchentliche Jugendvorstellung. Das Kino blieb bis zur Schließung 1971 im Besitz von Meta Peter und wechselnden Vorführern. Der ehemalige Kinosaal mit seinem Eingang an der Hausecke zur Amendestraße wurde im weiteren als Ladengeschäft genutzt. |
| Camera (Lage)                                                      | Reinickendorf Ollenhauerstraße 73                | 1949–1962        | Die Camera-Lichtspiele wurden in der Nachkriegszeit im Saal der ehemaligen Gastwirtschaft Reimers in der Tiefe des Grundstücks Berliner Straße 73 (ab 1964: Ollenhauerstraße) eingerichtet. Der Standort befand sich unweit des S-Bahnhofs Wittenau (Kremmener Bahn). Kurt Basse eröffnete 1949 mit der Kamera-Kinobetriebgesellschaft mbH das Kino Kamera mit 400 Plätzen. 1952 im Kino-Adressbuch in C-Schreibweise: Camera. Für 1953 sind die „Camera-Lichtspiele“ im Besitz von Frau Wilhelmine Stahn, geführt werden sie von Bruno Esbold (ab 1955 von Frau Hedwig Wendrich) mit 383 Plätzen. Gespielt werden 16 Vorstellungen an sieben Tagen. Es existierte eine Bühne von 6 m × 4 m, dafür bestand auch eine Theaterkonzession (ab 1959 als Opern-Konzession). Der Filmvorführung diente ein Projektionsgerät Euro M mit tönendem Dia und für die Tonwiedergabe ein Verstärker 25 KV St. Für die 383 Plätze waren Klappsitze und Flachpolstersessel von Schröder & Henzelmann. Ab 1957 ist der Kinoname wiederum „Camera“ und es sind zwei Projektoren Euro M (rechts und links) angegeben, der Verstärker ist von Uniphon. 1959 wurde das Breitwandverfahren 1:1,85 mit dem Besitzerwechsel an Brigitte Wassileff eingeführt. Trotz Besitzerwechsel blieb Frau Hedwig Wendrich vor Ort. Zur Zeit des Kinosterbens wurde der Kinobetrieb 1962 beendet. Nach der Schließung des Kinos diente es als Möbelhaus (Möbel Muth). Das Gebäude wird weiterhin durch einen Gewerbebetrieb genutzt. |
| Capitol Kleines Filmtheater Marina West-Lichtspiele (Lage)         | Reinickendorf Scharnweberstraße 33a              | 1937–1983        | In der Scharnweberstraße 33a Ecke Hechelstraße wurden am 14. Mai 1937 die „West-Lichtspiele“ mit 240 Plätzen von Franz Schüßler eröffnet. Gespielt wurde täglich und der Kinobetrieb blieb bis in das Kriegsjahr 1941 erhalten. Das Teilgebäude Scharnweberstraße 33 hatte einen Schaden bekommen und wurde enttrümmert. Die Eckbebauung 33a7 Hechelstraße 1 blieb wohl unbeschädigt. Das kleine Filmtheater wurde unter dem beibehaltenen Namen West-Lichtspiele 1946 nach dem Zweiten Weltkrieg von Irma Joerger im Erdgeschoss des Eckwohnhauses mit 236 Plätzen wieder eingerichtet. Allerdings lief es – den häufigen Besitzerwechseln nach zu urteilen – nie besonders gut. Der Kinoname wurde 1949 in „Marina“ (242 Plätze) geändert – wiederum in der Adresse Scharnweberstraße 33a – als Franz Richter den Betrieb übernahm. 1953 führte Waldfried Barthel („Waldfried Barthel, Vereinigte Lichtspielbetriebe“) das Kino mit 222 Plätzen als „Kleines Lichtspielhaus“ weiter. Für die täglichen Vorstellungen (14 Wochenvorstellungen) bestand die Technik aus dem Vorführgerät Klangfilm-Europa (mit Dia) und Verstärkern Klangfilm-Junior. „Astoria-Lichtspiele und Kleines Filmtheater, Reinickendorf: Inhaber seit 1. Juli 1955 Herr Erich Wolff.“ aus Die Filmwoche 37/1955. Er ermöglichte 1957 Breitwandfilme (CinemaScope 1-Kanal-Lichtton) mit einem Ernemann II-Gerät, Größenverhältnis: 1:1,85, teilweise wurden Polsterklappstühle für die 218 Plätze angeschafft und eine Spätvorstellung aufgenommen. 1959 setzte Sybille Wolnicki (wohl zwischenzeitlich auch Frieda Schramm) den Kinobetrieb fort, sie besaß die Theater-, Oper und Varieté-Konzession. Der Kinoname wurde von Meta Peters ab 1967 in Capitol geändert. Schließlich setzte Lothar Mock um 1980 die Vorstellungen im Capitol fort, wobei die Platzkapazität noch auf 198 sank, wobei es zuletzt - dem Zuge der Zeit folgend – noch in zwei Kleinstkinos geteilt wurde. Schließlich erfolgte am „1. September 1983 Schließung: Berlin, Capitol Reinickendorf, Inh.: Lothar Mock“ (aus: Das Filmtheater 4/83) Das Eckhaus Scharnweberstraße 33/33a und Hechelstraße 2 ist eingebunden in den Wohnblock in geschlossener Bauweise. Die Bilder vom Beginn der 1980er Jahre verweisen auf die Lage des Kinosaals im hinter der abgeschrägten Gebäudeecke unter der vorspringenden ersten Etage mit dem jetzigen Döner-Treff. |
| Capitol Frohnau (Lage)                                             | Frohnau Ludolfingerplatz 6                       | 1939–1965        | 1939 eröffnete das „Capitol“ mit etwa 600 Plätzen in Frohnau. Erbaut wurde es 1938 von Fritz Henschke nach einem Entwurf von Kurt Nowak. Die Spielstätte befand sich im Haus Ludolfingerplatz 6, dem zentralen Platz Frohnaus unweit vom S-Bahnhof Frohnau. Das Kino verfügte über eine Bühne, so konnten auch andere kulturelle Veranstaltungen stattfinden. Der anfängliche Inhaber des Capitols mit seinen 595 Sitzplätzen und einer Bühne von 6,8 m × 4 m war Kurt Wüstefeld. Für 1940 ist die Saalkapazität mit 640 Plätze genannt. Da die Kriegseinflüsse in der Randlage von Frohnau gering blieben überstand es den Krieg ohne weitere Schäden. So wurde das Filmtheater im Nachkriegsdeutschland weiterbetrieben. Im französischen Sektor – zu dem Frohnau gehörte – ist für das Jahr 1949 die Controle des biens und als Geschäftsführer Werner Lücke aufgenommen. „Zum Zeitpunkt des Umbaus 1949 stand das Capitol unter französischer Verwaltung. Gut möglich, dass man damals jene Bühne eingebaut hat, deren Maße mit 6 Metern Breite, 3 ½ Metern Höhe und 5 Metern Tiefe angegeben wurden. Zeitgenössische Quellen berichten in diesem Zusammenhang von einem umfangreichen Kulturprogramm, das im Capitol durchgeführt wurde.“ Filmvorführungen fanden für Besucher der 645 Plätze täglich statt. Die Merkur-Filmtheater GmbH aus Mainz (Geschäftsführer Werner Lücke) betrieb das Kino 1950 mit zwei bis drei Vorstellungen täglich. Die Bühnengröße ist mit 6 m × 3 m und 4 m × 5 m eingetragen. Die Wiedergabe von Dias war möglich, der Apparat war ein Ernemann VII B und der Verstärker von AEG. 1952 übernahm Helga Hedwig Lüthen (ab 1953 verheiratete Hessel) das Kino (Geschäftsführer Ernst Klawikofsky, 1956 wurde es Klaus Oehlschlägel, ab 1959 Walter Haenzler) mit wöchentlich 14 Vorstellungen an sieben Tagen. (Vorführgerät Askania AP. XII, Verstärker AEG. KV. 41). Die Bühne war 2 m × 6 m groß; es wurden wöchentlich 17 Vorstellungen und eine Spät- und eine Jugendvorstellung angeboten. 1957 erfolgte die Breitwandeinführung. Neben einer Askania AP XII standen Verstärker und Lautsprecher von Telefunken und eine Leinwand im Größenverhältnis 1:2,35 für das Bild- und Tonsystem CinemaScope mit 1-Kanal-Lichtton zur Verfügung. Die Bestuhlung von Kamphöner hatte Hoch- und Flachpolster. 1961 ist die Lichtquelle: Reinkohle benannt. Das Kino schloss 1965 im Trend der Lichtspielentwicklung. Nach der Schließung zog ein Supermarkt in den Kinosaal. 1979 wurde das alte Kinogebäude abgerissen und durch ein Geschäftshaus mit Tiefgarage ersetzt. |
| Capitol (Lage)                                                     | Heiligensee Bekassinenweg 24                     | 1937–1961        | Am 10. September 1937 eröffnete Hugo Ringel das „Capitol“ in Heiligensee, an der gegenüberliegenden Ecke befand sich der Marktplatz. Das Kinogebäude stand Bekassinen-/ Ecke Wildgansweg 30. Im Adressbuch 1935 sind die Grundstücke des Bekassinenweg noch nicht nummeriert, das Beck’sche Haus (auf folgendem Grundstück 24) an der rechten Straßenseite Ecke Wildganssteig gehört dem Gastwirt O. Beck. Das Kino besaß 331 Sitzplätze und eine Bühne von 6,60 m × 4,50 m Fläche. Bespielt wurde es durchgehend täglich. In den Nachkriegsjahren 15 Vorstellungen wöchentlich und seit 1955 zusätzlich zwei Kulturabende im Monat, zudem seit den 1950er Jahren eine Jugend- und eine Spätvorstellung. Die Bestuhlung der 350 Sitzplätze (ab 1955) war von Otto & Zimmermann sowie Schröder & Henzelmann teilweise mit Hochpolster-Klappsesseln. Der Apparat war ein Ernemann III (angegeben auch IV und V), Verstärker von Klangfilm, seit Ende der 1950er Jahre waren Verstärker und Lautsprecher von Uniphon und für 1960 ist ein AEG-Projektionsapparat angegeben. Als Bild- und Tonsystem ist CS 1 KL aufgeführt. Die Leinwand bestand im Größenverhältnis 1:2,35. Das Kinogebäude wurde bis 1960 als Filmtheater genutzt und blieb bis Anfang der 1970er Jahre erhalten, um 1980 wurde es durch den Neubau eines Supermarktes ersetzt. |
| Central-Lichtspiele (Lage)                                         | Tegel Brunowstraße 47                            | 1915–1921        | In der Brunowstraße 47 wurden im Jahre 1913 bereits kinomatographische Vorstellungen durch Joseph Koschinski gegeben. Im Berliner Adressbuch 1914 ist er als Kino-Theaterbesitzer im Parterre dieses Hauses aufgeführt, sein Wohnsitz dagegen war Bahnhofstraße 17. Die „Central-Lichtspiele“ sind im Kino-Adressbuch für 1917–1921 unter der Adresse Brunowstraße 47 aufgeführt. Ein Eintrag im Kino-Adressbuch erfolgt nach Angabe der Inhaber. So sind für die Tegeler Central-Lichtspiele mit 120 Plätzen für 1918 Martha Aronsheim aus der Veitstraße 10 und für 1920 mit 150 Plätzen im Kino Paul Handtke aus der Schlieperstraße 76 genannt. Gespielt wurde täglich. Für 1921 lautet der Eintrag für das Central-Theater dann „z. Zt. geschlossen“ und 1922 wurde der Betrieb nicht wieder aufgenommen. Das Berliner Adressbuch nennt in den Jahrgängen 1920–1922 im 17-Parteienhaus der Janischen Erben explizit die „Central-Lichtspiele“, denen wohl ab 1923 in der Nutzung der Räume die Immanuel-Gemeinde der Methodisten Kirche folgte. Martha Zierke wohnte in dem von der Gemeinde Tegel neu errichteten Haus Veitstraße 10, I. Aufgang. Paul Handke wohnte 1920 in der Schlieperstraße 76 und verließ danach (wohl) Berlin_Tegel wieder. Die Veit-, Schlieper- und Brunowstraße sind die drei Parallelstraßen nördlich am damaligen Borsig-Gelände. |
| Cinestar (Lage)                                                    | Tegel Am Borsigturm 2                            | seit 1999        | Das Cinestar Tegel wurde am 25. März 1999 mit neun Sälen und insgesamt 2318 Sitzplätzen eröffnet. Das Multiplex entstand als Neubau in den Hallen am Borsigturm auf dem ehemaligen Industriegelände mit der Adresse Am Borsigturm 2. Die 1994 ausgeschriebene Gesamtplanung des Borsighallen-Umbaus gewannen Claude Vasconi & Partner, für die Innengestaltung die ARGE Tillmann-Meyer zuständig. Integriert in den Bau sind Stahlpfeiler der alten Industrie-Architektur. Von Beginn waren Einzelhandel und Büros vorgesehen. Betreiber des Cinestar ist die Greater Union Filmpalast GmbH. „Für dieses Kino wurde ein Instant-Erfolg erwartet, da es in diesem grossen und im wesentlichen von gutverdienenden Menschen bewohnten Bezirk überhaupt nur ein Kino gab. Leider hat es mehr als ein Jahr gedauert, bis das Kino richtig gut besucht wurde. Niemand hatte daran gedacht, dass es Zeit brauchen würde, bis die Menschen sich daran gewöhnen, dass dort ein grosses Kino war, man also nicht mehr lange in die Stadt fahren musste, also höchstens alle paar Wochen mal am Wochenende ins Kino ging, wenn überhaupt. Mit der Zeit hat man das Kino aber entdeckt …“ In allen neun Sälen besteht seit 2009 die für 3D-Filme geeignete Projektion mit „Digital 3D HFR“ und für den Raumton Dolby Digital 5.1. Für Saal 1, 3, 6 und 8 besteht die Vorführung von 4K-Auflösung. Die Innenarchitektur und Ausgestaltung der Säle ist unterscheidend ausgeführt. Der größte Saal 1 ist in rot gehalten und bietet in Parkett und Loge unterteilt 471 Plätze bei einer Leinwandgröße von 8,9 m × 20,5 m. Saal 8 ist mit 329 Sitzen kleiner mit einem Sternenhimmel aus Glühlampen und einer 6,5 m × 16,6 m-Leinwand. Saal 3 und Saal 6 sind spiegelverkehrt baugleich und liegen sich gegenüber mit jeweils 315 Plätzen, die Leinwände sind 6,6 m × 14,4 m bzw. 6,1 m × 15,2 m groß. Am Ende des Foyers liegen sich Saal 4 und 5 baugleich mit je 219 Plätzen gegenüber, Leinwandgröße 5,7 m × 12,3 m, im Saal 5 im Maß je 10 cm größer. Die kleinen Säle haben 151 Plätze (2 und 7) und Saal 9 mit 148. Entsprechend sind die Leinwände 5,8 m × 10,3 m; (Saal 2), × 10,7 m; (Saal 7) und Saal 9 mit 5,8 m × 11,0 m. In der Symmetrie gehören die baugleichen Saal 7 und Saal 9 zusammen, beide ohne Film-Vorhang im 'Black-Box' mit Dia-Projektion. |
| Filmeck (Lage)                                                     | Reinickendorf Markstraße 20                      | 1952–1962        | „In Berlin-Reinickendorf, Ecke Seestraße/Markstraße, wurde ein neues Lichtspieltheater, das „Filmeck“, eröffnet. … Weitere Neubauprojekte: in Hermsdorf, Falkentaler Steig 2 (Otto Buckwitz) und in Berlin N. Provinzstraße 81 (Herbert Klenner).“ 1952 eröffnete Dipl.-Ing. Heinz Conrad das Filmeck als Ladenkino mit 181 Plätzen in den Eckräumen im Erdgeschoss Markstraße 20. Mit Standard-Apparatur, Klangfilm-Verstärker und tönendem Dia-Gerät wurden 16 Vorstellunge in der Woche gegeben. Die Bestuhlung waren ungepolsterte Klappsitze von Kamphöner. Auch das Filmeck stellte 1957 auf die Vorstellung von Breitwandfilme um. Mit der Vorführmaschine Erko IV rechts und links, Verstärker und Lautsprechern Klangfilm war die Wiedergabe in CinemaScope / 1-Kanal-Lichtton im Seitenverhältnis 1:2,35 möglich. Ab 1959 wurde die Tontechnik durch TeKaDe-Verstärker und Isophon-Lautsprecher geändert. Zu täglich drei Vorstellungen kam eine Spät- und eine Jugendvorstellung hinzu. Der Kinobetrieb wurde von Heinz Conrad um 1960 eingestellt und die Räume wurden durch Gaststätten genutzt. |
| Filmpalast (Lage)                                                  | Tegel Grußdorfstraße 2                           | 1919–1966        | „1919 entstand in der Bahnhofstr. 2 (heute Grußdorfstr. 1/2) Tegels zu dieser Zeit größtes und modernstes Kino. Es hatte über 600 Plätze und wurde von Fritz Joschek betrieben.“ Der Eingang zum Filmpalast lag an der Bahnhofstraße 2, das Haus gehörte Fritz Joschek. Der Kinosaal (mit Vorführraum 15 m × 25 m Grundfläche) lag im ersten Geschoss an der Buddestraße 13. Für die Zuschauer gab es 635 Plätze, im Kino wurde täglich mit zwei Programmwechseln die Woche gespielt. Das Kino hatte eine Bühne von 7 m × 5 m. Die Anzahl der Plätze ist im Kino-Adressbuch wechselnd vom Inhaber eingetragen: 1921 700 Plätze, ab 1925 687 und für 1928 gar 1200 Plätze, allerdings ab 1930 wiederum 687 und 700, ab 1940 dann 670. In dem Großkino wurden Stummfilme von einer Gruppe mit zehn Musikern untermalt. 1930 wurde die Vorführung von Tonfilmen mit einer „Universal-Apparate aller Systeme“ eingeführt. Die Musiker als Klangquelle sind bis zur Mitte der 1930er Jahre noch eingetragen. 1937 wird das Kino von „Vereinigte Lichtspiele Tegel Wilhelm Werner“ (Gf: Alfred Unger) geführt. In den Nachkriegsjahren (durch Besitzerwechsel der Häuser bilden Bahnhofstraße 1/2 und Buddestraße 13 ein Grundstück, 1961 wurde die Bahnhofstraße in Grußdorfstraße umbenannt. wurden im erhaltenen Kinogebäude von Bruno Gaebler und Vorführer Walter Kiessling weiterhin Filme mit dem Klangfilme-Apparat Ernemann VII B und Eurodyn-Verstärkern gezeigt. Für die Bühne 7 m × 5 m× 8 m bestand auch eine Theater- und Opern-Konzession. 1956/1957 erfolgte die Einführung des Bild- und Tonsystems Breitwand: CinemaScope 1-Kanal-Lichtton, 1:2,35. Für die Zuschauer standen 683 Flach- und Hochpolstersessel von Otto & Zimmermann zu den drei täglichen Vorstellungen und eine wöchentliche Spätvorstellung, Matineevostellungen zunächst 14-täglich. Die Platzanzahl sank 1962 auf 555, 1961 fehlt der Eintrag im Kino-Adressbuch. Schließlich endete der Betrieb im Filmpalast 1966. An der Fassade zur Buddestraße oberhalb des Discountermarkts sind noch die drei Bogenöffnungen des Filmplastes zu sehen, braun vermauert und mit angedeuteten Fenstern. |
| Filmtheater am Tegeler See (Lage)                                  | Konradshöhe Tegelort Scharfenberger Straße 20/22 | 1947–1960        | In der Nachkriegszeit wurde im Tanzsaal des ehemaligen Restaurants „Strandhotel Tegelort“ 1947 das „Filmtheater am Tegeler See“ mit 300 Sitzplätzen von der Gastwirtin Käte Krichelsdorff eröffnet. 1949 ist der Filmpalast Tegelort, Scharfenberger Straße 16 direkt am Tegeler See aufgeführt. Ab 1953 sind noch 200 Plätze mit ungepolsterten Klappsitzen notiert. 1957 wurde auf Breitwandvorführung bereitet. Es werden 13 Vorstellungen je Woche genannt, es gibt sechs Spieltage und als Inhaber ist Dr. Hermann Krichelsdorff angezeigt. Die Kinotechnik für das Bild- und Tonsystem CinemaScope in Ein-Kanal-Lichtton 1:2,35 auf die Bildwand von 8,2 m × 3,2 m besteht aus einer Ernemann II-Vorführmaschine, dem tönenden Dia und Klangfilm-Verstärkern. Mangels Zuschauern musste 1960 wieder geschlossen werden. Nach der Sanierung steht nun ein reines viergeschossiges Wohnhaus am Havelufer, dessen Vergangenheit an den über zwei Geschosse reichenden Bogenfenstern der Fassade noch zu erahnen ist. |
| Fortuna-Filmtheater (Lage)                                         | Lübars Alt-Lübars 8                              | 1949–1960        | In dem ehemaligen Tanzsaal wurde schon Kino gespielt, seit sich die bewegten Bilder als kommerzielle Unterhaltung rechneten. In den Außenbezirken bestanden im Nachkriegsdeutschland noch Infrastrukturen, die im Krieg in der Innenstadt zerstört waren. 1949 wurde der 1896 gebaute Tanzsaal des Gasthofs Alter Dorfkrug zum Kino umgebaut und von Else Rage als „Lichtspiele Lübars“ eröffnet, ab 1952 „Fortuna-Filmtheater“. Eigens dafür wurde eine kleine Kassenhalle angebaut. Die Geschäfte führte Werner Jucan. Mit den etwa 400 Plätzen (1952: 396, 1953 bis 1956: 411, 1957 bis 1959: 378, 1960 noch 320 Plätze) wurde das Kino an sieben Tagen der Woche mit neun (ab 1957 mit 13) Vorstellungen mit Tonfilmen bespielt. „Im Kinosaal unweit der Sektorengrenze schauten sich viele DDR-Bewohner an, was der Westen auf der Leinwand zu bieten hatte.“ Der Kinosaal hatte eine Bühne von 6 m × 4 m × 5 m. Zur Bespielung war ein Vorführapparat „AEG Euro M“ vorhanden, die Verstärker waren „Lorenz 30 Watt“. Ab 1957 ist ein Breitwand-Bildsystem aufgeführt mit einer Leinwand im 1:1,85-Größenverhältnis. 1960 wurden noch Verstärker von Klangfilm eingesetzt. Elf Jahre lang wurden bis zur Schließung im Jahr 1960 im Saal Filme gezeigt. Der Labsaal verlor damals den größten Teil seines Publikums. Danach wurde die Kassenhalle wieder abgerissen und der Platz als Terrasse genutzt. Der Saal diente von 1968 bis 1983 als Lager für Dünger. 1981 wurde der Gasthof restauriert. Der Saalbau wurde ab 1983 vom Verein „Natur & Kultur (LabSaal-Lübars) e. V.“ gemietet. 1998 kaufte der Verein Gasthof und Saal. Der Saal wird als Kulturbühne und Tanzsaal genutzt und kann gemietet werden, der Gasthof ist eine Ausflugsgaststätte aus dem Märkischen Viertel und bekam beim Fall der Mauer Zulauf aus den Ostbezirken. Der Dorfkrug ist Baudenkmal im Dorfensemble um den Anger. |
| Hubertus-Lichtspiele Lichtspiele Waidmannslust Capitol (Lage)      | Waidmannslust Waidmannsluster Damm 167           | 1926 (1931)–1961 | Das Gebäude wurde um die Jahrhundertwende als „Gastwirtschaft Kuchenbecker“ gebaut und hatte im hinteren Teil einen Tanzsaal. Im Jahr 1929 wurde der Tanzsaal vom Gastwirt Oswalt Arlt zum ersten Kino in Waidmannslust mit 333 Sitzplätzen umgebaut. 1931 hat Anton Glombeck die „Lichtspiele Waidmannslust“ mit 324 Plätzen in der Waidmannstraße 14 mit täglichen Vorstellungen betrieben, Grundstück und Gebäude sind im Eigentum von Arlt. Im Kino konnten Tonfilme abgespielt werden. 1935 übernimmt Walfried Banthel die Spielstätte mit 312 Plätzen als „Capitol-Lichtspiele“. Als Alfred Lehmann im Jahr 1939 die (nun) „Hubertus-Lichtspiele“ genannt als Inhaber übernimmt, gibt er im Kino-Adressbuch 1939 eine Anzahl von 497 Plätzen (1940: 474) an. 1937 wurde die Waidmannstraße in den Waidmannsluster Damm einbezogen, dadurch änderte sich die Kino-Adresse von Waidmannstraße 14 in Waidmannsluster Damm 167. In den Nachkriegsjahren werden die „Hubertus-Lichtspiele“ − im Berliner Außenbezirk gelegen – weitergeführt. Zuständig für das Kino mit 430 Plätzen ist weiterhin Alfred Lehmann. Durch die Lage im französischen Sektor steht das Kino im Zugriff der „Controle des biens“,Lemann kommt aber 1950 wieder in die Verfügungsgewalt. 1957 erfolgt die Aufrüstung für Breitwandfilme. Für das System CinemaScope Ein-Kanal-Lichtton im Verhältnis 1:2,35 steht eine Ernemann-VIIB-Apparatur und Klangfilm-Verstärker, neben der tönenden Dia, zur Verfügung. Für die Zuschauer auf den 474 Sitzplätzen werden wöchentlich 16 Vorstellungen angeboten. 1960 geht der Kino-Besitz an die Erben von Lehmann über und die Geschäfte wurden seit 1959 bereits von Vorführer Walter Braun geführt. Das Kino wurde 1962 geschlossen und der Saal noch einige Jahre als Lagerraum genutzt, stand aber dann leer. Im Sommer 2008 ist das Dach über dem alten Kinosaal eingestürzt. „Das Grundstück Waidmannsluster Damm 167 hat eine besondere lokale Bedeutung. In den noch vorhandenen Gebäuden befanden sich die Hubertus-Lichtspiele, das einzige Kino in Waidmannslust. Die Immobilie verfällt jedoch seit mehr als 40 Jahren. Die Gebäude sind quasi Ruinen, und der umgebende Garten gleicht einem Urwald.“ Aktuell (Stand März 2019) ist der Abriss und die Neubebauung mit Wohngebäuden vorgesehen. |
| Kinematographen-Theater (Lage)                                     | Tegel Schlieperstraße 16                         | 1912–1917        | „1912/13 richtete Nicolaus Grünewald in der Tegeler Schlieperstraße 16 ein. Grünewald betrieb bislang im Nebenhaus (Nr. 15) eine Papier-, Schreib- und Zeichenmaterialhandlung. Das Kino führte Grünwald wohl bis 1917, während die Papierhandlung nebenan weiterhin den Tegeler Kunden zur Verfügung stand.“ Im Berliner Adressbuch 1912 ist Grünewald mit Papierwaren in der Schlieperstraße 15 genannt. Im Folgejahr ist unter den Einwohnern Nicolaus Grünewald als Kinematographenbesitzer aufgeführt. 1918 ist Grünewald noch mit seiner Papierhandlung im Mietshaus 15 tätig. |
| Kosmos Filmbühne (Lage)                                            | Tegel Alt-Tegel 14–16                            | 1929–1965        | „Das Kosmos entstand im ehemaligen Tegeler Vereinshaus durch Umbau des Festsaales in einen modernen Kinosaal. Kinobesitzer Julius Huppert und Marie Lichtenstern forderten damals „ganz Tegel und Umgebung“ zur Wahl eines Namens für das neue Lichtspielhaus auf. Rechtzeitig vor Weihnachten, am 23.12.1929, konnten die Umbauarbeiten abgeschlossen und das Kino eingeweiht werden. Die Kosmos-Filmbühne besaß als erstes Berliner Kino eine spezielle Leinwand, die Schall und Licht durchließ. Dem Filmvorführer standen zwei Vorführmaschinen sowie für den Ton zwei Grammophonteller zur Verfügung.“ Das Kino wurde um 1965 geschlossen und der Kinobau mittlerweile abgerissen und durch ein Wohnhaus mit Ladengeschäften ersetzt. Die Kosmos-Filmbühne in der Hauptstraße 6 ist 1929 mit 850 Plätzen und täglichem Spielbetrieb eingetragen. Für die Kino GmbH mit Geschäftsführer Julius Huppert, der im Folgejahr als Direktor Huppert (Gf: Hans Herkenrath, ab 1931 B. Schilling) diese als Vereinslichtspiele führt. 1931 nennt Huppert mit der Kosmos GmbH das Kino Filmbühne Tegel und die Tonfilmtechnik stammt von Kinoton, es gibt eine 11 m²-Bühne (Breite × Höhe: 10 m × 6 m) und eine Vier-Mann-Musikergruppe. 1933 ist die Firmierung Kosmos-Filmbühne. 1937 wird als Inhaber Vereinigte Lichtspiele Tegel von Wilhelm Werner (Gf: Alfred Unger) eingetragen. Die Anzahl der Plätze variiert in den 1930er Jahren zwischen 796 und 828. Mit der Straßenumbenennung 1938 ist Alt-Tegel 14 und 16 die Adresse. Das Gebäude bleibt ohne Kriegsschäden und der Kinobetrieb der Kosmis-Filmbühne wird von Wilhelm Werner in der Nachkriegszeit fortgesetzt. 1949 sind 812 Plätze angegeben es wird täglich gespielt, daraus ergeben ich 15 Wochenvorstellungen, ab 1953 sind es 21 an 7 Tagen. Die Maße der Bühne sind 10 m × 7 m × 6 m, es besteht eine Theater- und eine Opernkonzession. Die Vorführtechnik sind tönende Dia-Apparatur, Vorführmaschine Ernemann VII B, ab 1955 Ernemann X (Lichtquelle: Becklicht) und Verstärker Europa-Klarton. Geschäftsführer bei Wilhelm Werner ist in den 1950er Jahren Fritz Wolter. 1957 wird mit einem Bild- und Tonsystem CinemaScope und 1-Kanal-Lichtton und 4-Kanal-Magnetton mit Verstärker Dominar M II / Zeiss Ikon die Breitvorführung 1:2,35 und 1:2,55 möglich. Nachgerüstet mit Perspecta und 1-Kanal-Magnetton. Für die Zuschauer gibt es 820 Hochpolstersessel von Kamphöner für 21 Wochenvorstellungen, sowie eine Matinee- (Jugend-), eine Spätvorstellung. 1958 übernimmt Elisabeth Werner die Geschäftsführung für Georg Werner. Ab 1961 ist die Schwerhörigenanlage explizit vermerkt. Die Kosmos-Filmbühne ist zwar im Adressbuch 1966 nochmals genannt wurde aber zum Ende 1965 geschlossen. |
| Kurmark-Lichtspiele (Lage)                                         | Borsigwalde Schubartstraße 35–37                 | 1949–1965        | Die Straße war 1903 in Wittenau angelegt worden und in Hufeisennummerierung gezählt, so besaß das Gebäude mit dem Kino die Adresse Schubartstraße 44–49. Die Zählung wurde auf wechselseitig umgestellt. Der Ortsteil Borsigwalde auf dem Gebiet der Siedlung der Arbeiter von Borsig Tegel wurde als eigenständiger Ortsteil 2012 im Bezirk Reinickendorf gebildet. Am 13. November 1936 eröffneten Wilhelm Sandmann und Anna Laubsch das „Kurmark-Kino“. Der Zuschauerraum war mit Herakustik-Platten von Heraklith ausgekleidet. Im Kino-Adressbuch ist das Kino mit 599 Plätzen auf einer Gebäudegrundfläche von 250 m² (mit Foyer: 400 m², Grundstück 1500 m²) zunächst unter Schubertstraße 45–49 adressiert. Der Eingang erfolgte durch das Foyer direkt von der Straßenfront (etwa mittig zwischen Holzhauser und Ernststraße) aus, rechts ist eine Durchfahrt zum Hof, links ein Wohnhaus. Filmvorstellungen wurden täglich gegeben, dem Stand der Technik entsprechend waren Tonfilmvorführungen möglich. Die Kino-Bühne hatte 27 m² und das Kino wurde ab 1941 sogar mit 667 Plätzen genannt, wobei die Bühne noch 19 m² groß war. Nach 1950 sind 654 Plätze aufgeführt. In den Nachkriegsjahren sind als Inhaber Helene Sandmann und J. Anna Laubsch GbR benannt. 1957 werden folgende Angaben zur Kinotechnik gegeben: Bestuhlung von Kamphöner, tönende Dia, Apparatur von Bauer B 8 A, Verstärker Klangfilm und Uniphon, Lautsprecher Klangfilm und zwei Zusatz-Lautsprecher, Bild- und Tonsystem: CS 1 KL gemacht. Das Größenverhältnis der Leinwand war 1:2,35, der Saal hatte 645 ungepolsterte Klappsitze. Bespielt wurde das Kino wöchentlich an sieben Tagen mit 15 Vorstellungen und einer Spätvorstellung. Im Kinoadressbuch für 1966 sind die Kurmark-Lichtspiele, Berlin 27, Schubartstraße 35 letztmals aufgenommen. Nach der Schließung im Jahr 1965 zog ein Aldi-Markt ein, aktuell (Stand: 2016) wird das Gebäude durch einen Gewerbebetrieb genutzt. |
| Le Flambeau (Lage)                                                 | Wittenau Avenue Charles-de-Gaulle 10             | 1976–1994        | Die Cité Foch entstand ab 1952 für die französischen Streitkräfte in Berlin und war nicht öffentlich zugänglich. Das vormalige Gelände der Maschinenfabrik Cyclop wurde von französischen Einheiten als Notbehelf „Camp Foch“ im August 1945 bezogen. An der Avenue Charles-de-Gaulle 10 wurde ein Einkaufszentrum mit Kultur- und Gesundheitszentrum (Les Economats) errichtet und 1976 eröffnete darin das Kino Le Flambeau mit großem Saal. 1994 verließen die Franzosen mit ihrem Abzug aus Deutschland das Gelände, der Bund übernahm die Liegenschaften verkaufte 1998 an einen privaten Investor, das Gebäude stand leer und verwahrloste. Seit Sommer 2016 wird es abgerissen, es sollen Wohnhäuser gebaut werden. |
| Lichtbildtheater (Lage)                                            | Hermsdorf Glienicker Straße 2                    | 1910–1928        | Das Kinogebäude in der Glienicker Straße 2 stand direkt gegenüber vom S-Bahnhof Hermsdorf. Das kleine Kino mit 150 Plätzen eröffnete 1910 als Hermsdorfer Lichtspiele. Bis 1920 war Karl Dreitzner Inhaber, 1921 übernahm Hans Lüder (Bahnhofstraße 21). 1923 ist Johannes Lorenz der Besitzer und seine Geschäfte führt Direktor a. D. Eugen Scheuer. In den Wintermonaten wird täglich im Sommer an vir Tagen gespielt, der Programmwechsel findet am Dienstag und Freitag statt. 1927 sind 130 Plätze und 1928 sinkt die Kapazität auf 125. In diesem Jahr wird der Kinobetrieb in der Glienicker Straße 2 beendet. Ein Grund wird wohl im 1925 eröffneten „Palast-Lichtspiele Bellevue“ liegen, dieses war ebenfalls am Bahnhof nur 200 Meter entfernt und hatte über 430 Sitzplätze und wohl auch mehr Komfort. Auf dem Grundstück befindet sich 1930 ein Wohnhaus. Auf dem Grundstück befindet sich aktuell das schon seit den 1930er Jahren bestehende Doppelwohnhaus 2/3 ohne einen Hinweis auf die vormalige Kinozeit. |
| Linden-Lichtspiele (Li-Li) (Lage)                                  | Hermsdorf Berliner Straße 133                    | 1953–1964        | Die Lindenlichtspiele lagen an der Fernstraße 96 gegenüber der Almutstraße an der Alten Dorfkirche. Die Linden-Lichtspiele wurden im Saal der Gastwirtschaft „Zum Lindengarten“ eingerichtet. Bereits in der Frühzeit des Kinos 1912 fanden in dieser Wirtschaft erste kinematographische Vorführungen statt. Anfangs war in den „Li-Li“ ein Apparat „FH 66“ für die Projektion und der Verstärker von Uniphon im Einsatz. Gespielt wurden 17 Vorstellungen an sieben Tagen der Woche. Ab 1957 sind laut Kino-Adressbuch Klappsessel it Hoch- und Flachpolster in der Bestuhlung für 14 Vorstellung, dazu zwei Jugend- und Spätvorstellungen. Die Kinotechnik sind nun bis zur Schließung: von Frieseke & Hoepfner der Projektionsapparat, Bild- und Tonsystem: „CS 4 KM“ und projiziert wird auf die Leinwand im Seitenverhältnis 1:2,55. 1959 übernahm Wally Müller die Linden-Lichtspiele ‚(F)-Hermsdorf‘. Diese schloss die Spielstätte im Jahre 1964, in Hermsdorf blieben die Palast-Lichtspiele. Die ursprünglichen Gebäude wurden mittlerweile abgerissen und machten Platz für eine Siedlungsgruppe der Reihenwohnhäuser 133–133k und 134–134e, die bald nach 1964 errichtet wurden. |
| Manhattan Kino im Märkischen Viertel (Lage)                        | Märkisches Viertel Wilhelmsruher Damm 128        | 1966–2007        | Die Großsiedlung (seit 2001 ein Ortsteil) im Norden des Bezirks auf Wittenauer Flur wurde in den Jahren 1963 bis 1974 errichtet. Notwendig wurde bei der Bevölkerungsanzahl neue Infrastruktur für Handel und Kultur zu schaffen. Am zentralen Wilhelmsruher Damm eröffnete 1967 im Einkaufszentrum „Märkische Zeile“ das „Kino im Märkischen Viertel“. Eingerichtet wurde der Kinosaal wurde in der unteren Etage der Kegelbrücke, ein den Wilhelmsruher Damm überspannendes Bauwerk. Die Adresse Wilhelmsruher Damm 128 ergibt sich als nördlicher Zugang des Brückenbauwerks zwischen Nummer 130/132 und 127/129 mit Anbindung an den Wohnblock 125. Das Kino stand war in die Verwaltung des Einkaufszentrums integriert, ein erster Mietvertrag auf den Betrieb bestand seit 1966/1967. Anfangs betrieb der im Berliner Kinogeschäft bereits tätige Johannes Betzel das Kino mit 328 Plätzen. Betzel war auch in Hamburg tätig, er verstarb im Alter von 78 Jahren im November 1981. Im Jahre 1984 wurde das Kino von der Yorck-Gruppe übernommen. In Anlehnung an das bereits bestehende Kino Yorck in Kreuzberg erfolgte die Benennung in marketingwirksameres „Manhattan“. 1991 wurde der Saal mit neuen bequemen Sesseln mit Flaschenhaltern ausgerüstet, es bestand eine „eher familiären Atmosphäre“. Weitere noch 1998 geplante Renovierungen der technischen Ausstattung wurden bei der damaligen Situation des Berliner Kinomarktes nicht umgesetzt. Um 2000 wurde das Einkaufszentrum durch die Shopping-Mall Märkisches Zentrum ergänzt und modernisiert. Der Kinoeingang mit der großen Leuchtschrift musste weichen. Um in das Kino zu gelangen, waren zwei Stockwerke durch ein „trostloses“ Treppenhaus nötig. Schließlich wollte sich die Yorck-Gruppe von dem Kino trennen. Allerdings übernahm der Yorck-Mitinhaber Knut Steenwerth im September 2002 das Manhattan als neuer Betreiber. Er rüstete den Saal 1 mit einer neuen Tonanlage aus und erweiterte das Kino im September 2004 durch zwei weitere Säle im Black-Box Stil um über 100 Plätze. Deren Zugang war am Ende des Kino-Foyers über eine Treppe möglich. Für 2005 lauten die Angaben im Kino-Adressbuch (Inhaber: Spezial EDV Beratungs GmbH, 10789 Berlin, Rankestraße 31): das 42 m² große Kino 1 bietet 328 Plätze, das Kino 2 ist mit 80 Plätzen (helle Klappsessel mit Cordbezug und Holzverkleidung) und Kino 3 mit 59 Plätze (blaue Klappsessel). Durch die Raumgeometrie lagen Saal 2 und 3 rechtwinklig zueinander und wurden von einem Projektorraum bedient, so standen Leinwand und die Sitzreihen im Saal 3 diagonal. Auf Grund rückläufiger Besucherzahlen und damit fehlender Einnahmen wurde der Kinobetrieb, trotz Bemühungen von Steenwerth, am 27. September 2007 eingestellt. Die Räume im Brückenbauwerk sind seither (Stand 2016[veraltet]) ungenutzt, da eine andere Nutzung (für Büros oder Arztpraxen) der Kinosäle nach Aussage des Centermanagements nicht möglich ist.                |
| Palast-Lichtspiele Palast im Bellevue (Lage)                       | Hermsdorf Schloßstraße 19                        | 1925–1972        | Das Kino befand sich in der Schloßstraße / Ecke Waldseeweg am Bahnhofsplatz nahe dem S-Bahnhof. Dieses Filmtheater war 1925 im Saal des „Etablissements Bellevue“ eingerichtet und 1926 unter der Firma „Palast-Lichtspiele im Restaurant Bellevue“ eröffnet worden. Das Gründungsjahr wird von den Besitzern im Kinoadressbuch sowohl mit 1925, als auch 1926 und 1927 angegeben. 1928 besitzen M. G. Koester und Max Drukker das Kino mit 431 Plätzen. Ab 1930 ist nur noch M. G. Koetser als Besitzer der „Palast-Lichtspiele Bellevue“ mit 380 (390, 375, 418) Sitzplätzen eingetragen. 1930 wird durch ihn die Tonfilm-Einrichtung von Klangfilm eingebaut. Filmvorführungen erfolgen täglich. 1937 führt Alfred Lehmann „Palast-Lichtspiele“ (ohne Vermerk zum Bellevue), ab 1938 Richard und Alfred Lehmann das Kino. Der Betrieb wird im Nachkriegsdeutschland weitergeführt, als Inhaber ist die Controle des biens notiert, deren Geschäfte führt Wally Noack. Seit 1950 ist wieder Alfred Lehmann (Post und Büro: Hubertus-Lichtspiele) der Inhaber, sein Geschäftsführer ist Walter Braun, bis 1961 Horst Budelsky übernimmt. In der Woche werden 16 Vorstellungen gegeben und jeder Tag ist Spieltag. Als Kinotechnik ist seit 1957 der Apparat Ernemann VII B, die Verstärker von Klangfilm und das Bild- und Tonsystem CS 1 KL eingetragen, im Größenverhältnis 1:2,35. Die Palast-Lichtspiele wurden letztlich 1972 geschlossen. Das Filmtheater schloss im Dezember 1972 und wurde 1974 abgerissen. Auf dem Grundstück Schloßstraße 19 wurden die Wohnhäuser Schloßstraße 18a und 19 erbaut, dreigeschossige Flachdachhäuser mit durchgehenden Balkonen und Flachdach in unmittelbarer Bahnhofsnähe. |
| Residenz-Theater (Lage)                                            | Reinickendorf Residenzstraße 142                 | 1930–1967        | Die Residenz-Lichtspiele an der Residenzstraße 142 wurden 1930 als schnörkelloses, aber großräumig angelegtes Lichtspielhaus mit 1300 m² Grundfläche gebaut und als „Residenz-Kino“ eröffnet. Das Kino war mit Eröffnung mit Technik für Tonfilmvorführungen eingerichtet und ist mit 900 Plätzen als „Groß-Kino“ angegeben. Der erste Inhaber war Arthur Jacobi, dessen Geschäfte führte Frau Wolff, 1937 wurde das Kino (nun 841 Plätze) von August Röder aus Berlin-Friedenau übernommen. Das Kinogebäude blieb (wohl) ohne Kriegsschäden und wurde im Nachkriegsdeutschland von Ernst Wolff betrieben, dessen Vorführer war Erich Grawert. Gespielt wurden zwei, am Wochenende drei Vorstellungen (wöchentlich 15–16, dazu wechselnd eine Spät- eine Familien-, eine Matinee-Vorstellung), es gab 821 Plätze, ab 1957 830. Für die Bühne sind 8 m × 6 mx 7 m bestand eine Theater- und eine Opernlizenz, der Name war Residenz-Theater (statt Residenz-Lichtspiele). Die Tiefe der Bühne wurde im Kino-Adressbuch mit 5 m–10 m (unterschiedliche Werte) angegeben. Die Kinotechnik bestand aus dem Vorführgerät Ernemann VII B, dem Verstärker Eurodyn II (auch Klangfilm-Euronor genannt) und der tönenden Dia-Projektion. Die Technik wurde 1957 für Breitwandvorführungen ergänzt als Hildegard Nunnensiek, Elisabeth Werner und Fritz Wolter das Residenz-Theater übernahmen. Die Bestuhlung waren Hochpolstersessel von Wegener. Eine Ernemann X-Apparatur und Verstärker Dominar M II, sowie das Bild- und Tonsystem CinemaScope mit 1-Kanal-Lichtton und 4-Kanal-Magnetton ermöglichten Projektionen in 1:2,35 und 1:2,55. Das Residenz-Theater gehörte wohl – bei zwei Kilometer Fußweg von Pankow und Niederschönhausen – im August 1950 zu den ersten Grenzkinos Westberlins (französischer Sektor). 1967 wurden die Residenz-Lichtspiele geschlossen. Im Kinogebäude (Flachbau mit Erd- und Obergeschoss) befinden sich eine Gaststätte (Gaststätte Residenz, Bauernstube, Amerikanisches Restaurant) mit Garten und der Gewerbebetrieb (Schloß-Service, Party-Dekoration). Der Saalbau hinter dem Haus ist noch vorhanden. |
| Rex(-Lichtspiele) National-Theater Bürgergarten-Lichtspiele (Lage) | Reinickendorf Alt-Reinickendorf 50/51            | 1927–1963        | 1927 eröffneten die Bürgergarten-Lichtspiele in Reinickendorf-Ost in der Hauptstraße 51, die Vorstellungen fanden im Saal der Gastwirtschaft Bürgergarten (auf Grundstück 49/50) statt. Das Kino im Besitz von H. Thiede und Kurt Wagner bot 541 Plätze und es gab tägliche Filmvorführungen. 1929 übernahmen Paul & Otto Wernitz die Lichtspiele mit einer Bühne von 6 m × m4 m und boten zu den Stummfilmen die Untermalung durch fünf Musiker. Sie bauten 1931 die Tonfilmtechnik von Tobis ein. Im Folgejahr 1932 wurde Dietrich Krell der Kinobesitzer mit seinem Vorführer Max Sack gab nach einem Jahr 1933 an Arthur Jacobi die Bürgergarten-Lichtspiele ab. 1934 wurden Huppert & Tiecke die Eigentümer des „National-Theater“ und behielten das Kino, bevor 1936 Johannes Betzel unter dem Namen Rex(-Lichtspiele) der Kinobesitzer wurde, sein Vorführer war Walter Weber, ab 1941 Horst Feldt. Unter dem Namen Rex bestand es bis zur Schließung im Jahr 1963. Das Gebäude blieb von Kriegsschäden verschont und der Kinobetrieb ging in den Nachkriegsjahren mit täglich zwei Vorstellungen weiter. Durch zusätzliche Vorstellungen am Wochenende waren es auch 16 bis 18 Vorstellungen wöchentlich. Die Kinotechnik bestand aus der Vorführapparatur Erko/Bauer-Standard 5 und Verstärker von Klangfilm und tönendem Dia. Das Rex-Filmtheater hatte bei Johannes Betzel 498 Plätze, die Bühne ist jedoch mit 4 m × 4 m angegeben. Mit der Umbenennung der Hauptstraße 1952 in Alt-Reinickendorf änderte sich zwar die Adresse nicht jedoch der Standort am Bürgergarten. In den 1950er Jahren ist Kurt Wronna und mit der Einführung der Breitwandfilme 1957 Karl-Heinz Conrad Vorführer. Für Breitwand 1:2,35 werden die Klangfilm-Verstärker für das CinemaScope-Einkanal-Lichtton-Verfahren durch die Apparate Erko IV rechts und Bauer 5 links ergänzt. Die Kinositze sind nur teilweise gepolstert, die 15 bis 17 wöchentlichen Vorstellungen werden durch Spät- und Matinee-Vorstellung ergänzt. Ab 1961 übernimmt die Klaus Runge KG das Rex-Filmtheater, bis es wohl aus finanziellen Gründen dem Trend der Zeit folgend geschlossen wird. Das Restaurant Bürgergarten von Berta Heil blieb bestehen. Der Kinosaal wurde später abgerissen. Auf dem Grundstück entstand ein Volvo-Autohaus, bevor dort 2013 eine Kita eingerichtet wurde. |
| Roxy-Palast Wittenauer Tonlichtspiele (Lage)                       | Wittenau Oranienburger Straße 89                 | 1934–1961        | Hans Wirtz eröffnete 1934 die Wittenauer Tonlichtspiele mit 222 Plätzen in der Oranienburger Straße, Es gab tägliche Filmvorführungen. 1937 wurde William Oertel der Inhaber. Er ließ das Kino 1938 durch einen Neubau in die Tiefe des Grundstücks vergrößern, dadurch stieg die Sitzplatzanzahl erheblich auf 685. Die Bühne war 7 m × 3 m. Das Kino erhielt mit dem Neubau den Namen „Roxy-Palast“. Den Krieg überstand das Kino ohne Schäden und der Betrieb wurde so – fast durchgehend – mit Filmvorführungen aufrechterhalten. Dabei bestand von 1941 bis nach 1945 (wohl) parallel der Name „Nord-Palast“. In der Nachkriegszeit führte Erna Krüger die Geschäfte von William Oertel, der Besitzer blieb. 1949 wurde der Name Roxy-Palast wieder aktiviert. Jedoch ist im Berliner Adressbuch 1943 der Roxy-Palast aufgenommen. In den 1950er Jahren sind 15 Wochen-Vorstellungen an den sieben Wochentagen benannt, das Vorführgerät war ein Ernemann VII A. 1957 folgte das Kino der Umstellung auf Breitwand-Filme. Mit der vorhandenen Projektionsmaschine und Verstärkern von Zeiss Ikon Dominar konnte CinemaScope in 1-Kanal-Lichtton, 1-Kanal-Magnetton oder 4-Kanal-Magnetton und Perspecta im Größenverhältnis 1:2,35 oder 1:2,55 wiedergegeben werden. Täglich zwei Vorführungen wurden mit drei Matinee-/Spätvorstellungen ergänzt. Für 1959 und 1962 sind nur noch sechs Spieltage eingetragen. Die Bestuhlung der 684 Sitzplätze waren Hoch- und Flachpolster-Kinosessel. Das Kino wurde 1961/1962 geschlossen und es zog ein Bolle-Supermarkt in die Räume. Auch später wurden die vormaligen Kinoräume als Verkaufsfläche genutzt, zunächst von einem Gota Fachmarkt und aktuell (2016) für ein Möbelhaus, das im vorherigen Foyer sein Angebot ausstellt. |
| Seeschloss-Lichtspiele (Lage)                                      | Heiligensee Alt-Heiligensee 91                   | 1949–1965        | 1909 wurde auf dem ehemaligen „Kossätenhof Grieft“ das Restaurant „Seeschloß“ in Heiligensee, Dorfstraße 91 erbaut. In den Außenbezirken bestanden im Nachkriegsdeutschland noch Infrastrukturen, die im Krieg in der Innenstadt zerstört waren, so richtete Ernst Zirzow 1949 im Saal ein Kino ein. Das Kino mit 513 Plätzen lag zentral am Südende der Dorfaue und wurde an sieben Tagen der Woche mit 14 Vorführungen (ab 1958: zwölf Normal-, eine Matinee-, eine Spätvorstellung, ab 1961 zwölf und eine Spätvorstellung) bespielt. Es besaß eine Bühne von 8 m × 3 m die auch anderweitig genutzt wurde. Die Kinotechnik ließ Tonfilme in Lichtton zu. Der Projektionsapparat war ein Nitzsche-Matador III, Lichtquelle war von Becklicht, die Verstärker von Telefunken, die Lautsprecher von Klangfilm. Ab 1956 existierte das Bild- und Tonsystem Cinemascope, neben und vorher einem „CS 1 KL“. Die Bestuhlung waren Flachpolstersitze. Die Breitwandart war MW auf eine Silberleinwand in Größenverhältnis 1:2,33. Mit der Lage in West-Berlin und der Nähe von Hennigsdorf (drei Kilometer) über Stolpe erfolgte bis zum Mauerbau 1961 auch Besuch durch DDR-Bürger. 1965 bestand der Kinobetrieb von Ernst Zirzow (Inhaber und Geschäftsführer) noch, musste aber dem Zug der Zeit entsprechend in diesem Jahr aus finanziellen Gründen beendet werden. Nach einer weiteren Nutzung als Gasthof wurde das Grundstück um 1980 mit seinen zwei Gebäuden geteilt (91 und mit eigener Zufahrt 91a), seit 1990 als Wohnhaus mit Arztpraxis genutzt. Das Gebäude ist als Ensembleteil in der Denkmalliste aufgenommen. |
| Stadtrand-Lichtspiele (Lage)                                       | Frohnau Staehleweg 1 Haus 46                     | 1945–1959        | Die „Stadtrandlichtspiele“ befanden sich von 1945 bis 1959 in der Invalidensiedlung in Frohnau im Gemeinschaftshaus (Gebäude 46), das 1937 errichtet wurde. Die Adresse war Hubertusweg 46, seit der Umbenennung im Jahr 1971 liegt die nach Haus nummerierte Invalidensiedlung am Staehleweg 1. Schon zuvor hat es ab 1939 Filmvorführungen gegeben. In der Nachkriegszeit nahm die Bedeutung der Stadtrandmöglichkeiten wegen der Zerstörungen der Strukturen in der Innenstadt zu. Als Platzkapazität ist das Saalkino mit 200 Sitzen angegeben, an sieben Tagen der Woche wurden je zwei Vorstellungen gegeben. Als Inhaber des Kinos sind Paul Lösel und Alfred Schmidt genannt. Nach der Schließung im Jahr 1952 hat 1954 die Invalidensiedlung Frohnau mit Charlotte Lösel als Pächter übernommen mit zwei bis drei Vorstellungen an zwei Tagen der Woche. Als Bestuhlung sind 266 (ab 1957: 199) ungepolsterte Klappsitze von Kamphöner genannt, die technische Ausstattung ist von Bauer, die Verstärker von Baue-Lorenz. Am Ende der 1950er Jahre sank die Nachfrage in Kino-Spielstätten. Bis zum Mauerbau 1961 kamen viele Gäste aus Hohen Neuendorf und Stolpe in das mit der Invalidensiedlung direkt an der Stadtgrenze liegende Kino. Mit dem Mauerbau lag die Siedlung am nördlichen Ende Berlins in direkter Nähe zur Grenze. Trotz der Einstellung des regulären Kinobetriebs 1959 soll es noch bis 1963 Vorstellungen gegeben haben. Diese fanden jedoch wohl nicht mehr in Pacht durch Charlotte Lösel, sondern im Eigenbetrieb des Gemeinschaftshauses statt. Der Saal mit Bühne und Vorführraum (zwei Bauer-Projektoren) ist noch vorhanden. Die Adresse lautet seit 1971 Staehleweg 1 (Invalidensiedlung 46). Das Haupthaus mit Festsaal wird als Restaurant („Landhaus Hubertus“) genutzt, die Siedlung wird von einer Stiftung betrieben. Im Festsaal und in den anliegenden „Bauernstuben“ finden von Zeit zu Zeit kulturelle und gesellige Veranstaltungen – und mitunter Filmvorführungen – statt. |
| Teli Tegeler Lichtspiele (Lage)                                    | Tegel Bernstorffstraße 13a                       | 1956–1971        | Der Architekt Hans Bielenberg entwarf diesen Kinobau mit 660 Plätzen, der innerhalb von vier Monaten errichtet wurde. Er versah das Theater mit einem rangähnlichen Hochparkett, das nach seiner Idee erstmals 1954 im Berliner „Apollo“ verwirklicht worden war. Die Technik (Ernemann X-Maschinen, Lichtquelle Becklicht, Verstärker Zeiss Ikon, Lautsprecher Ikovox D) war von Beginn an auf Wiedergabe von CinemaScope-Filmen eingerichtet. Das Kino „TELI“ (anfangs noch mit dem Zusatz Tegeler Lichtspiele) entstand am Waidmannsluster Damm 15 (seit 1977: Bernstorffstraße 13) im Tegeler Ortsteilzentrum unweit vom U-Bahnhof Alt-Tegel und dem S-Bahnhof. Betreiber waren Schieser & Georg Werner (als Tegeler Lichtspiele oHG), Georg Werner besaß bereits eine Filmbühne mit einer CinemaScope-Anlage. Das Kino warb mit dem Schaukasten für Bildreklame und der Konstruktion an der gläsernen Eingangshalle mit eloxierten Profilen. Die Innengestaltung war attraktiv: das Foyer mit Intarsien besaß einen Sarotti-Stand und eine eingebaute Eisbar, auf dem Fußboden war Contan-Gummi in diagonalen Streifen verlegt, im Zuschauersaal lag grünes Korklinoleum. Für bessere Akustik befanden sich an der Decke gelochte Spezialgipsplatten, erdbeerfarben getönt mit einer grauen Stuckumrandung. Die Wände waren mit gelblicher Cantussa-Seide bespannt und der Bühnenvorhang in heller Tabakfarbe gehalten. Die Hochpolster-Bestuhlung war mit grünem Cord bespannt und war von Schröder & Henzelmann geliefert. Gespielt wurde täglich, wöchentlich zu 21 Vorstellungen (zuzüglich einer Matinee- oder Spätvorstellung). In der Breitwandart Sonora mit 4,8 m × 12 m Wandfläche war diese für Wiedergabe von 1:2, 1:2,35 und 1:2,55 geeignet, das Cinemascope-System besaß Stereophonie-4-Kanal-Magnetton und war geeignet für 1-Kanal-Lichtton und SuperScope sowie Perspecta. Den sinkenden Besucherzahlen im allgemeinen Trend folgend wurde das Kino 1971 geschlossen. Nach der Schließung wurde das als Kinobau geschaffene Flach-Gebäude (wie auch bei anderen Kinos in Berlin) als Supermarkt genutzt. Die Straßensituation wurde bei der Verlagerung des Waidmannsluster Damms, der Beseitigung des vorherigen Bahnübergangs und der neuen Führung der Buddestraße mit deren nördlicher Fortsetzung geändert. Dererzeit (Stand 2016) nutzt zeitbedingt ein Biomarkt den Bau. |
| Union-Theater Tegel (Lage)                                         | Tegel Alt-Tegel 8                                | 1913–1933        | Wohl schon im Jahre 1913 – wie vom Inhaber im Kino-Adressbuch ab 1922 genannt – wurden in dem Haus auf dem Grundstück Hauptstraße 3 (später Alt-Tegel 8) kinematographische Vorführungen gegeben. Zunächst war ein Vorderhaus mit einer Arztpraxis vorhanden, das 1912/1913 zum mehrgeschossigen Mietshaus ausgebaut wurde. 1916/1917 kam es in Tegel zu einer dritten Eröffnung eines Kinos mit etwa 200 Plätzen. Luise Joschek war Kinopächterin in der Hauptstraße 3. „Es ist gut denkbar, dass das Kino durchgehend von 1916/17 bis zumindest 1932 hier bestand. Der Name des Kinos lautete zuletzt Union-Lichtspieltheater oder Union-Theater Tegel.“ nach Gerhard Völzmann: Tegeler Geschichten, 2013. Das Kino-Adressbuch nennt 1918 Luise Joschek, 1920 bis 1933 der Kaufmann Fritz Joschek als Inhaber. Das Kino wurde täglich bespielt mit zwei Programmwechseln in der Woche. Bis 1931 wurden mit einer Drei-Mann-Kapelle die Stummfilme untermalt. 1932 kam die Möglichkeit zur Vorführung von Tonfilmen hinzu. Die Kapazität des Kinos ist zwischen 1924 und dem Jahr der Schließung 1933 mit 250 Sitzplätzen aufgeführt. |
| Waldkater-Lichtspiele (Lage)                                       | Tegel Bernauer Straße 139                        | 1952–1961        | Am Rand der Siedlung Waldidyll gegenüber vom ehemaligen Gaswerk Tegel an der Mündung des Semmelwegs auf die Bernauer Straße befand sich die Gastwirtschaft Waldkater. Im Saal wurde 1952 durch Herbert Schuster das Kino eingerichtet. Es wurde täglich bei einer Kmit 10 Vorstellungen in der Woche bespielt, der Projektion diente eine Spezialanlage mit Dia-Einrichtung und Telefunken-Verstärkern und einer Magnet-Tonband-Apparatur. Die Sitzplatzkapazität von 109 Plätzen war mit Holzstühlen von Stüssel ausgeführt. 1958/1959 kam die Breitwandeinrichtung mit einer Projektionsmöglichkeit von 1:1,85 hinzu: Projektion mit einem Carl Zeiss-Apparat, den Telefunken-Verstärkern auf Lautsprecher von Isophon. Mit der nachlassenden Besucherzahl wurde der Kinobetrieb 1961 beendet. In den 1970er Jahren erfolgte der Umbau zu einem fünfgeschossigen Wohnhaus auf Grundstück 139. |
| West-Reinickendorfer Lichtspielhaus (Lage)                         | Reinickendorf Eichborndamm 72                    | 1913–1920        | Aurel Zacharias betrieb ab 1913 ein Kinotheater im Eckhaus Birkenstraße 63/64 zur Eichbornstraße 34/34a (seit 1937: Eichborndamm 72/Kienhorststraße 157), das bereits 1914 wieder eingestellt wurde. Daraufhin ließ Gustav Dyhr 1919 in seinem Haus Birkenstraße 63/64 (Ecke Eichbornstraße) wiederum eine Kinoanlage einbauen, die von Franz Jahn betrieben wurde, nach den Angaben von Gerhard Völzmann: Tegeler Geschichten, 2013. Im Kino-Adressbuch ist für die Eichbornstraße das West-Reinickendorfer Lichtspielhaus mit 200 Sitzplätzen genannt: 1920 als Inhaber Hermann Lade (Scharnweberstraße 116) und für 1921 ein Franz Jahn, der das Kino jedoch nicht fortführte. |